# 高碳酸血症
高碳酸血症（英語：Hypercapnia）是血液中二氧化碳(CO2)水平异常升高的情况。二氧化碳是身体代谢的气态产物，通常通过肺排出体外。
高碳酸血症通常会引发增强呼吸和接触氧气反应，例如当睡眠时觉醒和转头。如果无法进行这类反应，将有可能致命，就像婴儿突然死亡。
早期中毒症狀有：面部潮紅（flushed skin）、脈搏加快（full pulse）、呼吸急促（Tachypnea）、呼吸不順（Dyspnea）, 心室早搏（premature ventricular contraction）、肌肉抽搐（muscle twitches）, 手抖（hand flaps）, 神經活動減低(reduced neural activity), 與可能的血壓升高。
局部高碳酸血症则是一类容易长期被误诊并产生严重社会面影响的疾病，需要特别注意。

## 体征和症状
高碳酸血症可能发生在潜在的健康状况下，并且症状可能与这种状况有关或与高碳酸血症直接相关。早期高碳酸血症的具体症状包括呼吸困难、头痛、精神错乱和嗜睡。临床症状包括皮肤潮红、脉搏饱满（跳动脉搏）、呼吸急促、心跳过早、肌肉抽搐和手拍打（扑翼样震颤）。危险的心跳不规则的风险会增加。当呼吸气体被二氧化碳污染时，或者呼吸气体交换无法跟上二氧化碳的代谢产生时，也会发生高碳酸血症，当气体密度限制高环境压力下的通气时，就会发生高碳酸血症。 
严重高碳酸血症（通常{\displaystyle {P_{a_{CO_{2}}}}}大于 10 kPa或 75 mmHg ），症状会发展为定向障碍、恐慌、换气过度、抽搐、意识不清，最终死亡。  

## 原因
二氧化碳是一种正常的代谢产物，但如果产生的速度快于清除的速度，就会在体内积聚。剧烈运动时，二氧化碳的生成速度比休息时的生成速度增加十倍以上。二氧化碳溶解在血液中，并通过呼吸过程中肺部的气体交换而消除。 高碳酸血症通常是由通气不足、肺部疾病或意识减退引起的。它还可能是由于暴露于含有异常高浓度二氧化碳的环境（例如火山或地热活动）或再呼吸呼出的二氧化碳而引起的。在这种情况下，高碳酸血症也可能伴有呼吸性酸中毒。
急性高碳酸血症性呼吸衰竭可能发生在由慢性阻塞性肺病(COPD)、胸壁畸形、某些形式的神经肌肉疾病（例如重症肌无力和肥胖低通气综合征）引起的急性疾病中。 急性高碳酸血症性呼吸衰竭 (acute hypercapnic respiratory failure，AHRF)也可能以任何形式发展呼吸衰竭，即呼吸肌疲惫，例如严重肺炎和急性严重哮喘。也可能是严重抑制意识的结果，例如阿片类药物过量。

## 机制
高碳酸血症通常会引发一种反射，增加呼吸和获取氧气(O 2 )，例如睡眠期间的觉醒和转头。这种反射的失败可能是致命的，例如作为婴儿猝死综合症的一个促成因素。 
高碳酸血症可导致心输出量增加、动脉血压升高（较高水平的二氧化碳通过传入神经-CN IX 和 X- 刺激主动脉和颈动脉化学感受器至延髓，并具有以下计时和正性肌力作用），和心律失常的倾向。高碳酸血症可能会增加肺毛细血管阻力。

## 生理效应
高动脉二氧化碳分压（ {\displaystyle {P_{a_{CO_{2}}}}} ）导致大脑活动发生变化，对精细肌肉控制和推理产生不利影响。可以检测呼出气体末潮气二氧化碳分压的脑电图变化，表明轻微的麻醉作用（ {\displaystyle {P_{ET_{CO_{2}}}}} ) 从40托（0.053標準大氣壓）至约50托（0.066標準大氣壓） 。潜水员不一定会注意到这些影响。 
更高水平的{\displaystyle {P_{a_{CO_{2}}}}}具有更强的麻醉作用：在72托（0.095標準大氣壓）左右可能会出现混乱和非理性行为 ，并且在90托（0.12標準大氣壓） 。高的{\displaystyle {P_{a_{CO_{2}}}}}引发战斗或逃跑反应，影响激素水平，并可能导致焦虑、烦躁和不适当或恐慌反应，这些反应可能超出受试者的控制范围，有时几乎没有任何警告。血管舒张是另一种效应，特别是在皮肤中，据报告会感到不舒服的热感，以及在大脑中，血液流量在一定温度下会增加 50%。 {\displaystyle {P_{ET_{CO_{2}}}}} 50托（0.066標準大氣壓） ，颅内压可能升高，并伴有搏动性头痛。如果与高相关{\displaystyle {P_{a_{CO_{2}}}}}在通常认为可接受的分压下，向大脑输送大量氧气可能会增加中枢神经系统氧中毒的风险。 
在很多人眼里高{\displaystyle {P_{a_{CO_{2}}}}}会导致呼吸急促的感觉，但没有这种症状并不能保证不会发生其他影响。很大一部分循环呼吸器死亡与CO 2滞留有关。高的影响{\displaystyle {P_{a_{CO_{2}}}}}消除原因后，可能需要几分钟到几小时才能解决。 

## 诊断
在急性呼吸问题或其他急性疾病的情况下，通常可以通过桡动脉穿刺进行血气测试。高碳酸血症通常定义为动脉血二氧化碳水平超过 45 mmHg (6 kPa)。由于二氧化碳与血液中的碳酸处于平衡状态，高碳酸血症会导致血清 pH 值下降，导致呼吸性酸中毒。临床上，高碳酸血症对 pH 值的影响是通过二氧化碳动脉压与碳酸氢根离子浓度的比率来估计的， {\displaystyle {P_{a_{CO_{2}/HCO_{3}^{-}}}}} 。

## 动物模型中的CO2毒性
对杂种狗进行的试验表明，二氧化碳对动物身体的生理影响：吸入50%CO2和50%空气的混合物后，呼吸运动增加约2分钟，然后减少30至90分钟。分钟。 Hill 和 Flack 表明，CO2浓度高达 35% 对循环和呼吸都有刺激作用，但超过 35% 则对其产生抑制作用。血压（BP）在呼吸运动增加的过程中短暂下降，然后再次上升并维持原来的水平一段时间。刚吸入气体混合物后心率略有减慢。据认为，随着心率降低，最初的血压下降是由于CO 2对心脏的直接抑制作用，而血压恢复到原来的水平是由于心率的迅速上升。 {\displaystyle {P_{a_{CO_{2}}}}}。30～90分钟后，呼吸中枢受到抑制，心输出量减少而逐渐或突然出现低血压，导致呼吸暂停，最终导致循环停止。
在较高浓度的二氧化碳，意识几乎立即发生和呼吸运动停止在1分钟。 呼吸暂停几分钟后出现心脏骤停。 这些发现意味着，呼吸高浓度二氧化碳的死亡原因不是缺氧，而是二氧化碳中毒。

## 治疗
急性高碳酸血症呼吸衰竭的治疗取决于根本原因，但可能包括药物和机械呼吸支持。对于没有禁忌症的患者，通常优先使用无创通气(NIV)，而不是有创机械通气。 过去，药物多沙普仑（一种呼吸兴奋剂）用于治疗慢性阻塞性肺疾病急性加重时的高碳酸血症，但与 NIV 相比，几乎没有证据支持其使用， 并且在最近的专业指南中也没有出现该药物。 
非常严重的呼吸衰竭，也可能存在高碳酸血症，通常采用体外膜氧合（ECMO）治疗，其中向血液中添加氧气并直接从血液中去除二氧化碳。 
一种相对新颖的方式是体外二氧化碳去除（ECCO 2 R）。该技术可去除血液中的 CO 2 ，并可能减少 AHRF 患者所需的机械通气时间；与 ECMO 相比，它需要的血流量更小。  

## 术语
高碳酸血症与低碳酸血症相反，低碳酸血症是血液中二氧化碳含量异常降低的状态。

## 参阅
- 低碳酸血症
  - Dead space (physiology)——血液中二氧化碳異常升高
  - Hypocapnia——血液中二氧化碳異常升高
  - Inert gas asphyxiation——血液中二氧化碳異常升高
  - Lake Nyos——血液中二氧化碳異常升高
  - Ocean acidification——血液中二氧化碳異常升高
  - Permissive hypercapnia——血液中二氧化碳異常升高
  - Waterboarding——血液中二氧化碳異常升高
  - 臂旁核——作为二氧化碳调节呼吸的化学感受器时（高浓度对应更快呼吸速度）